# سوخور خوش‌اقبال
روستای خوش‌اقبال یکی از روستاهای شهرستان گیلانغرب در استان کرمانشاه می باشد
این روستا که از قدیمی ترین روستاهای گیلان‌غرب می باشد در دامنه کوه مله نی واقع شده و در فصل بهار طبیعت بسیار زیبا و دیدنی دارد، در کنار آن رودخانه ای فصلی وجود دارد که در فصل بهار پر آب است ، مردم این روستا به زبان کوردی کلهری صحبت می‌کنند و بسیار خون‌گرم و مهمان نواز می‌باشند.
شغل مردم  این روستا کشاورزی، دامداری و باغداری می باشد.
مذهب :شیعه 
گویش: کوردی کلهری
ایل و تبار: منیشی کلهر 

## جمعیت
این روستا در دهستان حیدریه قرار دارد و براساس سرشماری مرکز آمار ایران در سال ۱۳۸۵، جمعیت آن ۱۱۰ نفر (۲۴خانوار) بوده است.